# Coralliophila robillardi
Coralliophila robillardi is een slakkensoort uit de familie van de Muricidae. De wetenschappelijke naam van de soort is voor het eerst geldig gepubliceerd in 1870 door Liénard.